# Remezcla

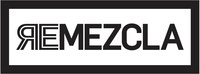
Logotipo da empresa.

Remezcla, LLC é uma empresa de mídia latino-americana com sede nos Estados Unidos, criada em 2006 por Claire Frisbie, Andrew Herrera e Nuria Net, que atende o mercado milenar.

## História
A marca foi fundada por Claire Frisbie, Andrew Herrera e Nuria Net em 2006, não contava com financiamento externo; recebeu financiamento externo pela primeira vez em 2017, do Hemisphere Media Group, que foi usado para expandir agressivamente sua produção de conteúdo de vídeo. É operado por membros de seu próprio grupo demográfico, os jovens latinos. Sua editora-chefe é Andrea Gompf, que descobriu a marca como uma revista quando ela surgiu em 2008. Esta afirma que se apaixonou por sua nova voz e perspectiva imediatamente, pois foi a primeira postagem que sentiu que a representava como uma latina nascida nos Estados Unidos. Então, em seu e-mail a empresa, pediu um emprego quando ainda era um boletim informativo e um blog cultural.
Em 2014, la lançou um site reformulado em 2014 e mudou-se para uma sede em tempo integral em Bushwick, Brooklyn, com 35 funcionários em 2016.
Em 2019 ganhou o prêmio de Melhor Vídeo Social: Comida e Bebida no Webby Awards, da Chino Latinos Explain Chino-Latino Food, e fez parceria com a Infiniti para criar uma série de eventos culturais, incluindo arte e publicidade de comida de rua. Ele também expandiu sua influência em 2019, sendo uma das empresas convidadas pela The Black List para criar a The Latinx List, com o objetivo de melhorar a representação latina em Hollywood. A editora de cinema e televisão Vanessa Erazo disse que espera destacar roteiristas que criarão oportunidades para o talento latino florescer na frente e atrás das câmeras.

## Atuação
Remezcla atua nos seguintes movimentos: vidas negras; homosexuais; justiça social e racial; televisão e mídia digital; latino-americanos e chicanos.